# بو عبد الله داود
بوعبدالله داود من مواليد 3 فبراير 1978 في عين تموشنت، لاعب كرة قدم جزائري. يلعب مع نادي مولودية وهران، وقد لعب 19 مباراة مع المنتخب الجزائري.

## روابط خارجية
- بو عبد الله داود على موقع قاعدة بيانات كرة القدم.إي يو (الإنجليزية)
- بو عبد الله داود على موقع ناشيونال فوتبول تيمز (الإنجليزية)